# Amelora zophopasta
Amelora zophopasta là một loài bướm đêm trong họ Geometridae.